# Nándorfehérvár ostroma (1688)
A Nándorfehérvárnál aratott 1456. évi törökök feletti győzelmet lásd a Nándorfehérvári diadal c. szócikkben!
Nándorfehérvár 1688-as ostroma része volt a Szent Liga és az Oszmán Birodalom között 1684-ben kezdődött háború hadműveleteinek, amely során a császári seregek elfoglalták a várat és a várost.

## Előzmények
Bécs sikertelen török ostromát (1683) követő sikeres császári hadműveletek (Érsekújvár (1685), majd Buda visszafoglalása (1686), a nagyharsányi csata (1687)) után a császári hadvezetés az 1688-as év hadicéljának Nándorfehérvár visszafoglalását jelölte meg. A hadjárat főparancsnokságával Lotharingiai Károly herceg betegsége miatt és saját kérésére a fiatal Miksa Emánuel bajor választófejedelmet bízták meg.

## Előkészületek
Miksa Emánuel 6000 katonából álló seregével július 28-án Péterváradon csatlakozott Aeneas Caprara és Antonio Caraffa tábornokok ausztriai, sváb, szász, frank, felső-rajnavidéki, magyar és horvát egységeihez, így mintegy 35'000 fős haderővel indultak Nándorfehérvár alá. Augusztus 9-én a Thököly Imre vezette török egységek ellenében átkeltek a Száván és elzárták a városból dél felé kivezető utat (mivel azt szárazföldön csak délről lehetett megközelíteni), majd elkezdték felállítani az ütegállásokat illetve kiépíteni a tábort védő cirkumvallációt. Az ostromlókat Bádeni Lajos fedezte, aki egységével önálló hadműveleteket folytatott a térségben és szeptember 5-én a boszniai Derventa mellett szétverte a vár felmentésére indult boszniai pasa seregét.

## Az ostrom
A tüzérség Friedrich von Corfey ezredes irányítása alatt augusztus 14-én kezdte el lőni a várat és a várost ágyúkkal és mozsarakkal. Augusztus 27-re sikerült ledönteni a Felsőváros délkeleti sarokbástyájának falát, majd jókora rés keletkezett a déli falszakaszon. Szeptember 5-én éjjel sikeresen felrobbantották a falszakaszok ledöntésére szánt aknákat úgy, hogy a törmelék részben feltöltötte a 8 m széles és 5 m mély árkot. Ezért a választófejedelem szeptember 6-án hajnali 4 órai kezdettel megindította a rohamot. A védők olyan heves ellenállást tanúsítottak, hogy a császáriak mintegy hatórás harc után hátrálni kezdtek. Miksa Emánuel ezért kivont karddal előrelovagolva avatkozott a küzdelembe és személyesen, nemsokára nyílvessző által sebesítve vezette katonáit a rések ellen. Ennek eredményeképpen előbb a város, majd a vár is elesett: Ibrahim pasa kitűzette a fehér zászlót, majd később feltétel nélküli megadás jeléül földre is borult Miksa Emánuel előtt. A választófejedelem ostromnaplója szerint az előkészítő ostromműveletekben 600 fő esett el és 934 fő vált harcképtelenné, míg a rohamban 298 fő esett el és 954 fő sebesült meg.

## Következmények
Nándorfehérvár elestének hírére előbb Szendrő, majd Galambóc őrsége menekült el: így a 2 várat kardcsapás nélkül foglalhatták el a császáriak. Bádeni Lajos nem sokkal később elfoglalta Zvornik várát a Drina mentén. Ezzel a hadjárat elérte a célját: a front 1688 őszére a Szávától délre illetve az Al-Duna vonalára került.
A várat a törökök 1690-ben ismét visszafoglalták a császáriaktól.